# Tempelridderne
 Denne artikel bør gennemlæses af en person med fagkendskab for at sikre den faglige korrekthed.

Tempelridderordenen var en ridderorden af korsriddere grundlagt 1118 efter det første korstog for at hjælpe det nye kristne kongerige Jerusalem. De to andre betydelige korsridderordener er den Tyske orden og Johanniterordenen.
Hovedsædet blev lagt på Tempelbjerget, deraf navnet. Ud over at kæmpe i Palæstina deltog de i den spanske og portugisiske Reconquista.
Tempelridderne fik hurtigt ansvaret for flere af korsfarernes frontlinjer og ydre borge i Mellemøsten, som en del af forsvaret af korsfarerstaterne. Tempelridderne blev efterhånden en af de vigtigste faktorer i korsfarerstaternes forsvars- og angrebsstyrker. Det kan ses i deres deltagelse i kong Amalrik I af Jerusalems invasion af Egypten i 1160'erne.
De brugte kræfter og ressourcer på at bygge store borge og dermed styrke korsfarerstaternes modstand mod de muslimske naboer specielt på vest- og nordfronten.
Ikke alle tempelriddernes ressourcer gik til forsvaret af kristendommen: en del gik til den blodige rivalisering med Johanniterordenen med direkte konfrontationer, hvor mange riddere faldt på begge sider. Kampene mellem de to ordener var specielt intense i Nordsyrien, hvor aktørerne var kongeriget Lille Armenien, fyrstendømmet Antiochia, emiratet Aleppo, Assasinersekten og tempelridderne og johanniterne.
I 1190'erne var tempelridderne herre over Cypern en kort tid, men deres kræfter og formåen var meget nedslidt efter fordrivelsen af korsfarerne til kysten af Det Hellige Land.
I 1200-tallet måtte tempelridderne konkurrere med den nye tyske ridderorden, som blev favoriseret af den tyske kejser Friedrich II, der i 1228 var kronet til konge af Jerusalem.
Tempelridderne var i 1291 nogle af de sidste korsfarere i byen Acre, da muslimerne stormede en af de sidste kristne byer i Det Hellige Land.
Tempelridderne var organiseret som en krigerisk munkeorden med ret til at indkræve skatter og tiende i deres områder. Ordenen fik hurtigt stor militær magt. De fik samtidig økonomisk magt, fordi de fik mange donationer og havde politiske forbindelser. Det førte til, at de efterhånden fungerede som en meget effektiv bank, hvilket var en torn i øjet på mange konger og adelige i Europa.
Fredag d. 13. oktober 1307 blev alle tempelriddere i Frankrig arresteret og udsat for pinefulde forhør efter ordre fra den franske konge Filip 4. den Smukke (Philippe IV Le Bel). 1314 blev deres sidste stormester, Jacques de Molay, brændt i Paris d. 18. marts, hvor resten af ordenens medlemmer blev hængt ved Montfauçon.
Tempelriddernes dramatiske endeligt har givet mange spekulationer om, at de gemte på den hellige gral, Jesu kors eller en tilsvarende stor hemmelighed. Det siges, at frimurernes selskab blev grundlagt af tempelridderne, der flygtede til Skotland. Det er ikke bevist, og sammenholdes frimurernes grundlæggelse med det, falder denne påstand fra hinanden. Frimurerne har ingen historisk forbindelse til Tempelridderne. I det danske/skandinaviske frimureri har man dog implementeret visse elementer fra den Tempelriddernes kodex, uden dog at påberåbe sig anden tilknytning end at ville leve efter samme idealer.
Men når en så stor og magtfuld en organisation officielt opløses, så opstår rygter.
Tempelridderne blev renset for anklagen om kætteri i 2007 af paven.

## Eksterne kilder og henvisninger
1. ↑  05/10/2007, telegraph.co.uk: Vatican paper set to clear Knights Templar Citat: "..."This is proof that the Templars were not heretics," said Prof Frale. "The Pope was obliged to ask pardon from the knights. "For 700 years we have believed that the Templars died as cursed men, and this absolves them."..."

- Ordo Supremus Militaris Templi Hierosolymitanis Arkiveret 27. august 2010 hos  Wayback Machine

- Wikimedia Commons har flere filer relateret til Tempelridderne